# 0ルピー紙幣

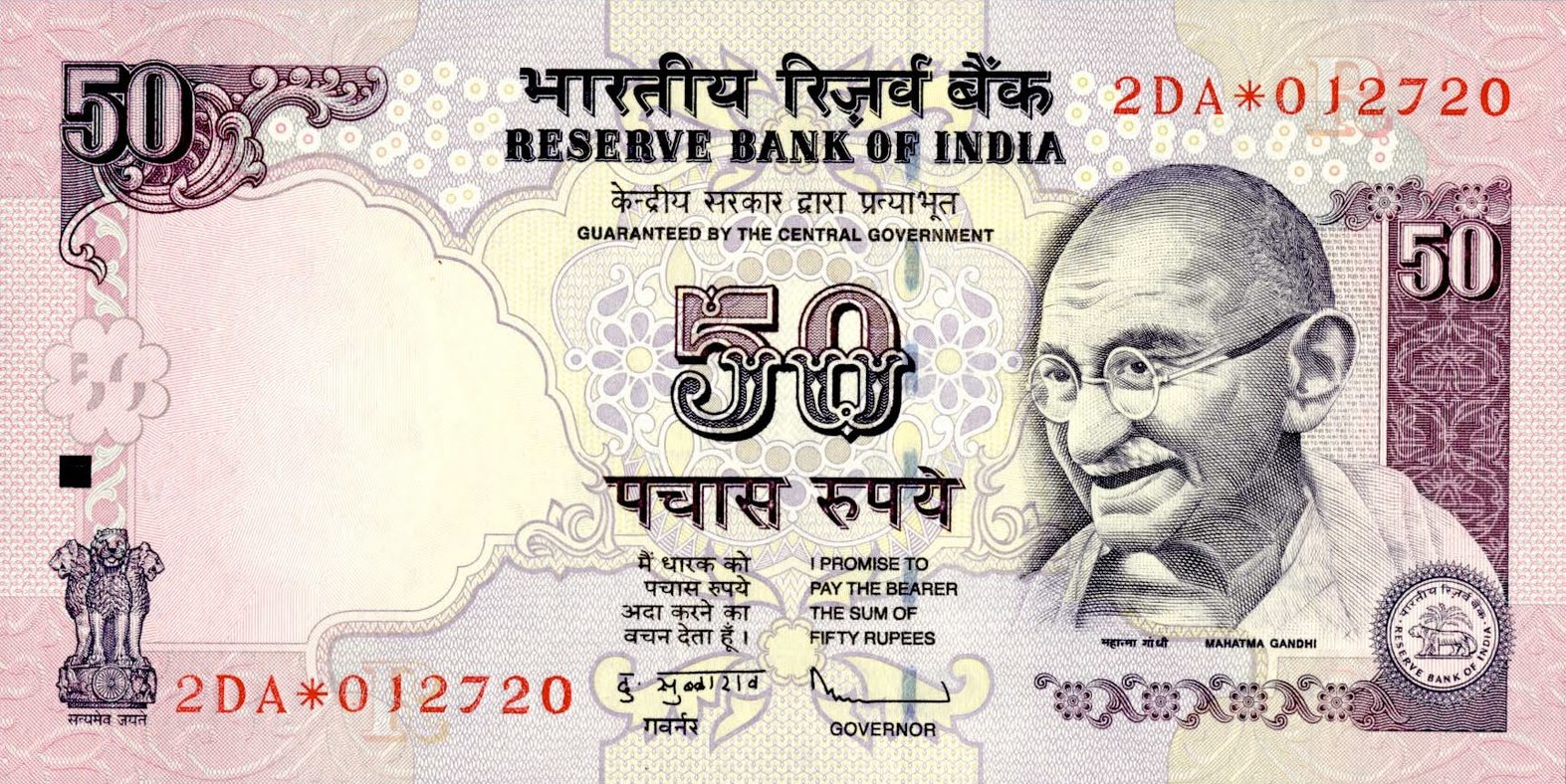
50ルピー紙幣、0ルピー紙幣のモデルとなっている

0ルピー紙幣（ゼロルピーしへい）とは、汚職との戦いを支援するためにインドで発行されている模造紙幣である。この紙幣は、本来無料であるはずのサービスの見返りとして賄賂を要求する政府役人に対し、不満を持つ市民が抗議の意を込めて「支払う」ためのものである。
インドの通常の50ルピー紙幣を模して作られた0ルピー紙幣は「5th Pillar」という非政府組織が作成したもので、2007年の組織設立以来、2014年8月時点で250万枚以上が配布されている。この紙幣は現在も使用されており、毎月数千枚の紙幣が配布されている。

## 歴史

### インドの汚職

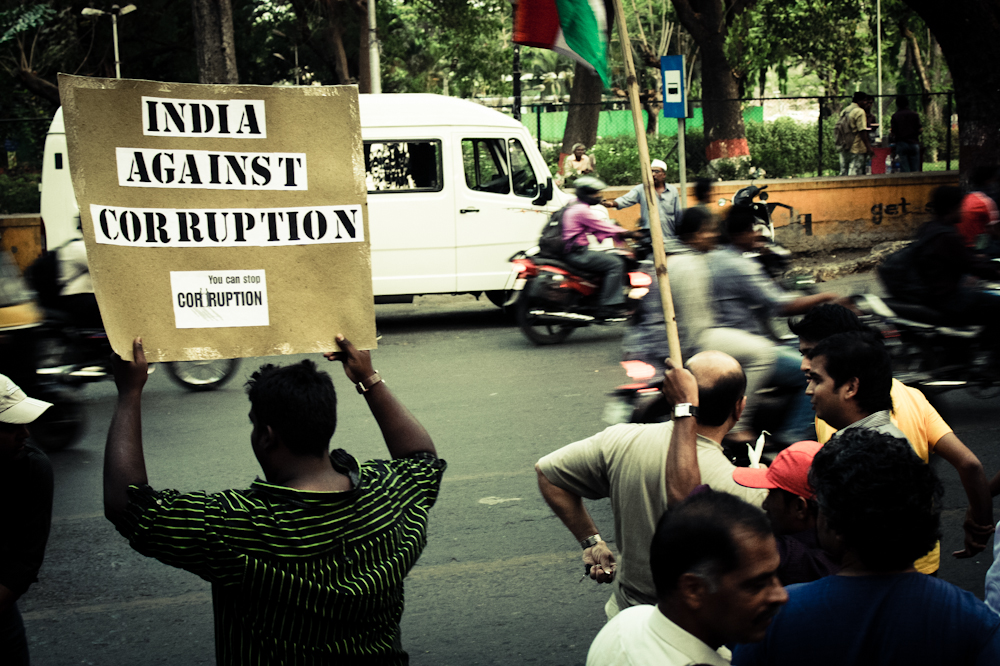
インドの汚職抗議活動

インドの公職では賄賂が蔓延していると認識されており、汚職に対して取り組む国際非政府組織であるトランスペアレンシー・インターナショナルによる2021年のレポートでは、インドは腐敗認識指数で85位にランクされている。トランスペアレンシー・インターナショナル・インドが2005年に発表した調査では、インド国民の62％が政府に仕事をさせるために賄賂を支払ったり、不正な接触を利用したという経験を直接有していると指摘されている。
2005年にトランスペアレンシー・インターナショナルはインドの20州から14,405人の回答者を集め、インドの贈収賄問題について過去最大規模の調査を行った。この調査では、富豪や権力者による大規模な汚職ではなく、一般市民が日常生活で経験する細かな汚職に焦点を当てた 。
2005年の調査では、警察（80％）、土地行政（48％）、司法（47％）に対して贈賄を強要された直接的な経験を報告する回答者が相当数おり、慢性的な贈収賄問題が明らかにされた 。回答者の大多数は、警察、司法、土地行政、地方自治体、電力供給システム、公立病院システム、食糧配給券システム、給水システム、個人所得税の査定システムを腐敗していると見なしていた。回答者の45％が公立小学校システムにも汚職があると考えていた。

### 0ルピー紙幣の起源
2007年に5th PillarというNPOが、インド人が贈収賄に与しないと意思表示するための手段として0ルピー紙幣を作成した。国の50ルピー紙幣によく似たこれらの紙幣には、「あらゆるレベルの汚職をなくす」「賄賂を授与も受領もしないと誓う」という反汚職のスローガンが印刷されている。
この0ルピー紙幣は、法律上は無料で受けられるはずのサービスを受けるために賄賂を要求されたり、運転免許証の取得などの日常的な公的手続きで不正な課徴金を課されたりしたインド国民が使用するためにデザインされた。インド国民は、この価値のない模擬紙幣で役人に「支払う」ことによって、不法な要求に対する抗議を目に見える形で示すことができる。
5th Pillarは公式声明の中で、「この紙幣は、権力者との直面を恐れることなく、あらゆる人間が汚職にノーと言うための手段だ」と訴えた。
5th Pillar代表のビジェイ・アナンドはプログラムの有効性に満足を表明した。「すでに多くの人が利用し始め、効果を上げています。あるオートリキシャの運転手は、夜中に警官に止められ、『 ”気配りをしてくれるなら” 行ってもいい』と言われたそうです。そこで運転手は代わりに0ルピー紙幣を渡したところ、警察官はショックを受けたが、微笑んで彼を行かせてくれたそうです。この紙幣の目的は、賄賂を断れるという自信を人々に与えることです」
0ルピー紙幣は各個人の抗議の意を示すのみならず、腐敗した役人に政府の組織的な汚職と戦う努力が進行中であることを示すものである。この紙幣を使うことで、役人に賄賂を禁じる法律が存在することを思い起こさせ、役人を恥じたり怖がらせたりして誠実な行動を取らせることを目的としている。
0ルピー紙幣はインドの本物の50ルピー紙幣に似ているが、インド政府が発行しているわけではないので法定通貨ではない。通貨偽造の罪に抵触しないよう、紙幣の片面だけが紙幣に似せて印刷されている。
5th Pillarによると、インド国民は毎年約30億ポンド (約4600億円) の賄賂を支払っているとされるが、内部関係者はこの数字は大幅に低く見積もられていると考えている。

### 0ルピー紙幣の広がり
インド出身のメリーランド大学の物理学教授で、米インド開発協会の理事を務めるサティンダル・モーハン・バガットが、2001年に0ルピー紙幣の概念を創造したとされている。バガットはインドに一時帰国した際、政府役人の細々とした恐喝が日常生活の一部になっていることにいら立ち、丁寧に利益供与を断る方法として0ルピー紙幣のアイデアを思いついた。 慈善団体「5th Pillar」はバガットのアイデアを実用化した。
5th Pillarは2007年春にキャンペーンを開始し、最初に印刷した25,000枚の0ルピー紙幣をインドの都市チェンナイで配布した。キャンペーンの成功に後押しされて追加の印刷が続き、0ルピー紙幣の使用が全国に広がった。設立から2014年8月までに、5th Pillarは250万枚以上の0ルピー紙幣を配布した。
0ルピー紙幣はインドの22の公用語のうち5つの言語で発行されている。タミル語、ヒンディー語、カンナダ語、マラヤーラム語、テルグ語である。
汚職との闘いにおけるこのコンセプトは近年、イエメン、ガーナ、ベナン、メキシコ、ネパールなど、政府の贈収賄問題が蔓延している他のいくつかの国に5th Pillarによって提供された。
2015年現在、5th PillarはウェブサイトZeroCurrency.orgを通じて、0ルピー紙幣のコンセプトをインドだけでなく、他の国の通貨にも広めている。